# Venkata III
Venkata III anche Peda Venkata Raya (fl. XVII secolo) nipote di Aliya Raya Rama fu un sovrano dell’Impero Vijayanagara tra il 1632 e il 1642.
So zio paterno, Timma Raja, un altro fratello di Sriranga II, credendo di essere un migliore pretendente, sequestrò il governo a Fort Vellore, costringendo Venkata III a restare nel suo luogo nativo Anekonda. I Nayak di Gingee, Madurai e Tanjore dichiararono sostegno a Venkata III, mentre Timma Raja venne considerato usurpatore.
Timma Raja continuò a causare una serie di gravi problemi e conflitti civili che continuarono fino alla sua morte nel 1635.
Nel 1641, il sultano di Golconda inviò una forza enorme lungo la costa orientale. L'esercito di Golconda trovò una fronte resistenza vicino a Madras da parte dell'esercito di Venkata III sostenuto da Damerla Venkatapati e dal Nayak di Ginger. Venkata III, minacciato su tutti i fronti si ritirò nella giungla di Chittoor e morì nell'ottobre 1642.
Venkata III non ebbe alcun figlio e gli succedette il nipote Sriranga III.